# Ignaz Pleyel

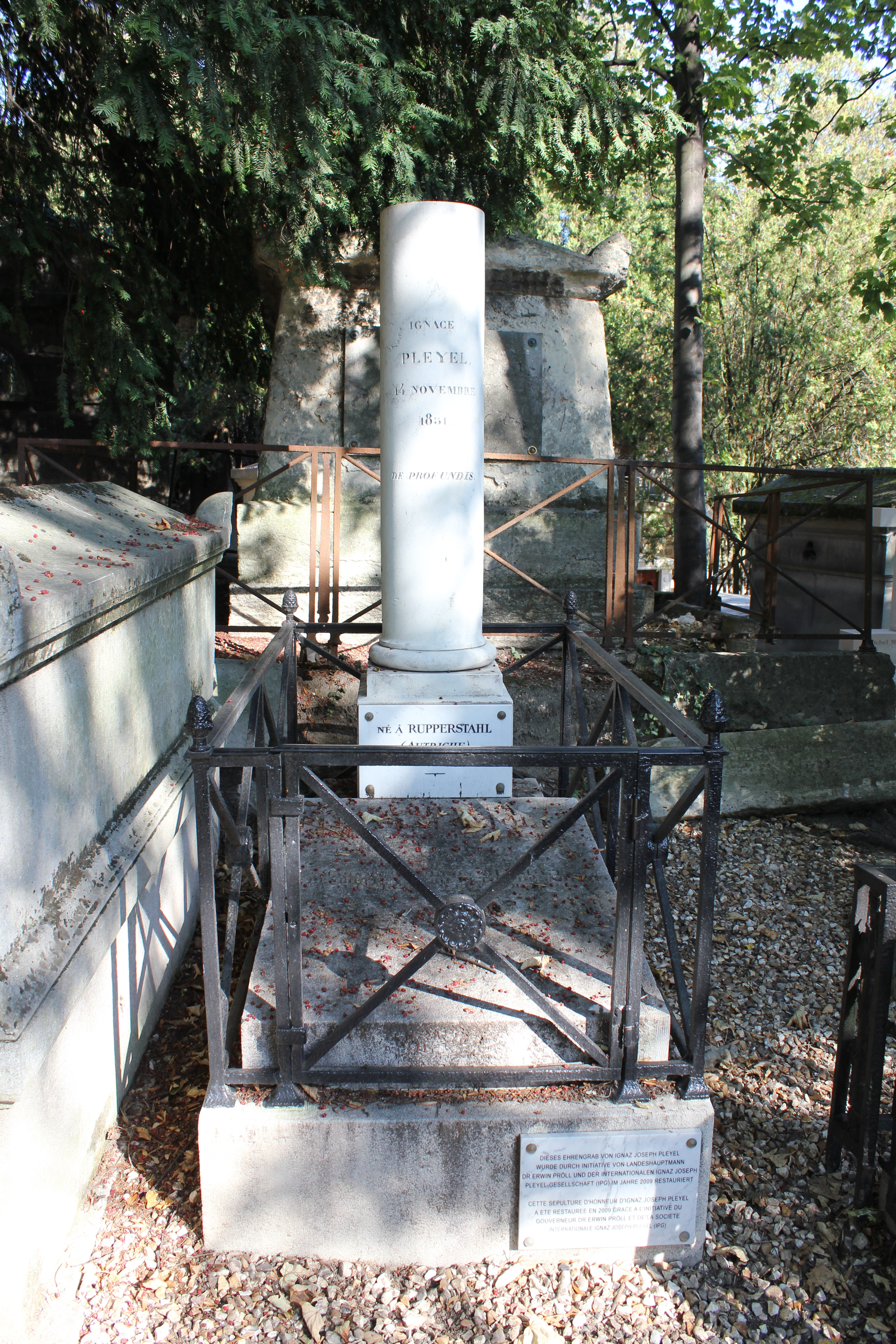
Nagrobek Ignaza Pleyela na cmentarzu Père-Lachaise w Paryżu

Ignaz Josef Pleyel (także Ignace Joseph Pleyel) (ur. 18 czerwca 1757 w Ruppersthal w Dolnej Austrii, zm. 14 listopada 1831 w Paryżu) – francuski kompozytor, fabrykant i wydawca pochodzenia austriackiego.

## Rodzina
Urodził się jako 24 dziecko miejscowego ubogiego nauczyciela Martina Pleyela i jego żony Anny Teresy z domu Forster. Jego rodzeństwo liczyło 28 osób (29 z nim). Rodzeństwo przyrodnie (po innej matce) liczyło 9 osób. Rodzina Martina Pleyela liczyła 38 dzieci.
Ożenił się w 1788 roku z Françoise-Gabrielle Lefebvre, córką miejscowego tkacza dywanów. Z małżeństwa urodziło się czworo dzieci, w tym m.in. Camille.

## Lata nauki i podróże
Będąc jeszcze młodym, prawdopodobnie uczył się u Johanna Baptista Vanhala, następnie od 1772 był uczniem m.in. Josepha Haydna w Eisenstadt. Uzyskał poparcie Władysława Erdődy, który mianował go na stanowisko swego kapelmistrza. Podróżując po Europie, zwiedził Włochy (1781–1783). W latach 1783–1795 pracował jako kapelmistrz w Katedrze w Strasburgu. W grudniu 1791 roku przyjął zaproszenie londyńskiego stowarzyszenia Proffesional Concerst Cramera. Po powrocie do Strasburga został zadenuncjowany i aresztowany pod zarzutem sympatii proaustriackich. Zrehabilitowany przez skomponowanie hymnu patriotycznego dla kraju. Uwolniony z więzienia wrócił do Alzacji. Mimo braku perspektyw życiowych i utraconych stanowisk po latach tułaczki udał się do Paryża i stworzył tam swoją oficynę wydawniczą (1796). W 1807 założył fabrykę fortepianów Pleyel pod Paryżem, którą później przejął jego syn Camille. Został pochowany na cmentarzu Père-Lachaise w Paryżu.

## Twórczość
Jego twórczość kompozytorska należy stylistycznie do klasycyzmu.  

### Muzyka instrumentalna
- Symfonie

Skomponował m.in. 41 symfonii i 6 symfonii koncertujących: 
- Ben111: na skrzypce, altówkę, wiolonczelę i obój, Es-dur (1786)
- Ben112: na skrzypce i altówkę B-dur (1791)
- Ben113: na dwoje skrzypiec, altówkę, wiolonczelę, flet, obój i fagot, F-dur (1792)
- Ben114: na dwoje skrzypiec (lub skrzypce i fortepian) A-dur (1792)
- Ben115: na flet, obój, róg i fagot (lub skrzypce), F-dur (1805)
- Ben115a: na flet, obój, róg i fagot (w skrzypcach), F-dur (1805)
- Ben116: na fortepian i skrzypce, F-dur (?)

- Koncerty

Jest autorem 9 koncertów, w tym jednego zaginionego: 
- Ben101: na wiolonczelę, C-dur (1782-84)
- Ben102: na wiolonczelę, D-dur (1782-84, zagubiony)
- Ben103: na skrzypce, D-dur (1785-87)
- Ben103a: na skrzypce, D-dur (1788)
- Ben104: na wiolonczelę, C-dur (1788-89)
- Ben105: na altówkę lub wiolonczelę, D-dur (1790)
- Ben106: na klarnet lub flet lub wiolonczelę, C-dur (1797)
- Ben107: na fagot B-dur (?)
- Ben108: na wiolonczelę C-dur (?)

- Muzyka kameralna

Skomponował 17 kwintetów i 87 kwartetów, w tym 70 kwartetów smyczkowych: 
- Op.1: Ben301 do 306 (1782-83), dedykowany hrabiemu Erdődy i podziwiany przez Wolfganga Amadeusza Mozarta w liście skierowanym do jego ojca Leopolda 24 kwietnia 1784.
- Op.2: Ben307 do 312 (1784), poświęcony Josephowi Haydnowi.
- Op. 3: Ben313 do 318 (1785)
- Op. 4: Ben319 do 324 (1786)
- Op 5: Ben325 do 326 (1786? Prawdopodobnie przed 1782)
- Ben327 do 330 (1786?)
- Ben 331 do 342 (1786), poświęcona Fryderykowi Wilhelmowi II z Prus.
- Ben343 do 345 (1788)
- Ben346 do 351 (1788), poświęcony księciu Walii, przyszły Jerzemu IV Hanowerskiemu, królowi Wielkiej Brytanii .
- Ben352 (1788)
- Ben353 358 (1791), poświęcony Ferdynandowi I, królowi Neapolu i Sycylii.
- Ben359 do 364 (1792)
- Ben365 do 367 (1803), dedykowany Luigiemu Boccheriniemu – włoskiemu kompozytorowi, który jest uważany za jednego z twórców kwartetów smyczkowych (obok Josepha Haydna).
- Ben368 do 370 (1810)

Twórca 48 kompozycji trzyosobowych (trio) i 64 dwuosobowych (duo). Napisał podręcznik szkolny do nauki gry na fortepianie (1797).

### Muzyka wokalno-instrumentalna
Stworzył dwie opery: „The Fairy Urgele”, opera dla marionetek w 4 aktach (1776), „Ifigenia w Aulidzie”, opera w 3 aktach (1785). W latach 1796–1797 skomponował Requiem, kompozycje mszalne wykonywane w Dzień Zaduszny lub podczas uroczystości żałobnych. Jest też autorem licznych pieśni.